# Berardo Rossi
Fernando Rossi, da religioso: padre Berardo (Montecuccolo, 5 agosto 1922 – Parma, 27 giugno 2013), è stato un presbitero, religioso e scrittore italiano.

## Biografia
Fernando Rossi nacque nel paese di Raimondo Montecuccoli, figlio di Giovanni e Maria Bortolini. Dopo l'ingresso tra i Frati minori della provincia religiosa emiliano-romagnola, compì la vestizione il 7 agosto 1937, assumendo il nome Berardo, che lo avrebbe accompagnato per tutta la vita. Effettuò gli studi teologici nel convento Sant'Antonio di Bologna, dove avrebbe vissuto quasi fino alla morte. Ricevette l'ordinazione presbiterale il 2 luglio del 1945.

### L'Antoniano
Nel 1953 padre Ernesto Caroli riuscì a posare la prima pietra dell'Antoniano. Fin dall'intuizione originaria aveva coinvolto i tre confratelli Gabriele Adani, Benedetto Dalmastri e Berardo Rossi, insieme scherzosamente soprannominati "i quattro moschettieri". Essi divennero le autentiche anime della nuova opera di carità francescana. Padre Berardo ne fu direttore e poi presidente dal 1961 al 2000, sospendendo formalmente la carica solo dal 1982 al 1991, quando fu ministro provinciale dei frati minori dell'Emilia Romagna. Mentre si consolidava e ampliava la cura dei bisognosi, l'Antoniano completava il suo profilo facendosi carico dello Zecchino d'Oro nel 1961, del quale divenne presentatore Cino Tortorella. Ad esso nel 1963 padre Berardo ottenne che Mariele Ventre affiancasse il Piccolo Coro dell'Antoniano: il loro sodalizio continuò fino alla morte di questa. Parallelamente vennero la fondazione di RadioTau e degli studi televisivi e le tante altre attività in favore dei disagiati e dei fanciulli.

### A Parma
Dal 2003 fu assegnato al convento della Santissima Annunziata, a Parma, insieme a fra Giangabriele Chierici, che da sempre gli fungeva da autista e segretario. Continuò la sua attività di scrittore, che lo accompagnava abitualmente nei momenti che avrebbero dovuto essere di riposo, svolse il ruolo di vicepostulatore per la causa di beatificazione del venerabile padre Lino Maupas e ideò la rassegna corale per fanciulli CantaNatale, con la partecipazione di Cristina D'Avena, legatissima a padre Berardo e all'Antoniano per aver iniziato la carriera con lo Zecchino d'Oro.
Qui terminò il suo cammino terreno. Le esequie si tennero il mattino del 29 giugno 2013, prima alla Santissima Annunziata a Parma, poi a Bologna, nella basilica di Sant'Antonio presso la quale aveva trascorso la massima parte dei suoi anni.

## Opere
- S. Bernardino patrono dei pubblicitari, Vicenza, Officina Tipografica Vicentina G. Stocchiero, 1964
- Cleto Tomba, Bologna, Antoniano, 1977
- La Terra santa, a cura di P. Berardo Rossi, presentazione di Giovanni Fallani, fotografie di Aldo Salmi, Bologna, Antoniano, 1979
- Storia dello Zecchino d'oro, fotografie Aldo Salmi, Bologna, Edizioni Antoniano, 1981
- La scacchiera di Cleto Tomba, presentazione Lamberto Priori, fotografie Aldo Salmi, Zola Predosa (BO), Grafopress, 1981
- Invito a Francesco d'Assisi, Milano, Rusconi immagini, 1982
- Ex-voto di Montorso, Bologna, Nuova Abes, 1983
- Giorgio Sebastiano Giusti, a cura di Berardo Rossi, testimonianze di Antonino De Bono, Riccardo Pelati, Alberto Bevilacqua, Pavullo nel Frignano (MO), Cooperativa Bachelet, 1984
- Salimbene de Adam da Parma, Cronaca, traduzione di Berardo Rossi, Bologna, Radio Tau, 1987
- I conventi della Provincia dei Frati Minori dell'Emilia-Romagna, illustrazioni di Carla Cortesi, Bologna, Provincia minoritica di Cristo Re dei Frati Minori dell'Emilia-Romagna, 1994
- Frignano 1865-1909. Quarant'anni di vita della montagna modenese nella testimonianza del parroco di Montorso don Antonio Gibertoni, a cura di Berardo Rossi, Bologna, Radio Tau, 1994
- Padre Giacomo Giacobazzi OFM, Bologna, Edizioni Radio Tau, 1997
- Il paese ritrovato. Opere di Gino Covili, testi di Vico Faggi, Giovanni Santini, padre Berardo Rossi, Milano, F. M. Ricci, 1998
- Mariele, Cinisello Balsamo, San Paolo, 1999
- Cleto Tomba. Il poeta della creta, Bologna, Antoniano, 1999
- Raimondo Montecuccoli. Un cittadino dell'Europa del Seicento, Pontecchio Marconi (BO), Digi Graf, stampa 2002
- Omaggio a Raimondo Montecuccoli. Scultura, pittura, grafica 2002: artisti contemporanei, a cura di Berardo Rossi, Roberto Caroli, Alessio Boschi, Pontecchio Marconi, Digi Graf, 2002
- San Francesco e il suo tempo, Cinisello Balsamo, San Paolo, 2003
- Mariele, Bologna, Edizioni Fondazione Mariele Ventre, 2003
- Enrico Bevilacqua, Fioretti di frate Lino da Parma, a cura di Berardo Rossi, Cinisello Balsamo, San Paolo, 2004
- Lorenzo Sartorio, Padre Lino, con un testo di Padre Berardo Rossi, Parma, Grafiche Step editrice, 2007
- Salimbene de Adam da Parma, Cronica, testo latino a cura di Giuseppe Scalia, traduzione di Berardo Rossi, Parma, Monte Università Parma, 2007
- Lo Zecchino d'Oro. Una storia di 50 anni, Bologna, Antoniano, 2007, 2 voll.
- Bruno Cobianchi, Non ti conoscevo ed eravamo amici. Un pittore, Mariele Ventre, la chiesetta di Parnapese, l'amico, prefazione di Mino Milani e Bruna Milani, testimonianza di padre Berardo Rossi, Milano, La vita felice, 2009
- Sant'Antonio di Padova: un Sant pramzan. L'antico culto parmigiano per il Santo dei Miracoli, 2010, con Lorenzo Sartorio
- Introduzione, in Mara Crepaldi Brugiolo, Domani... il sole. Una storia piccina nata in cucina, Bologna, Digigraf, 2010